# 战争

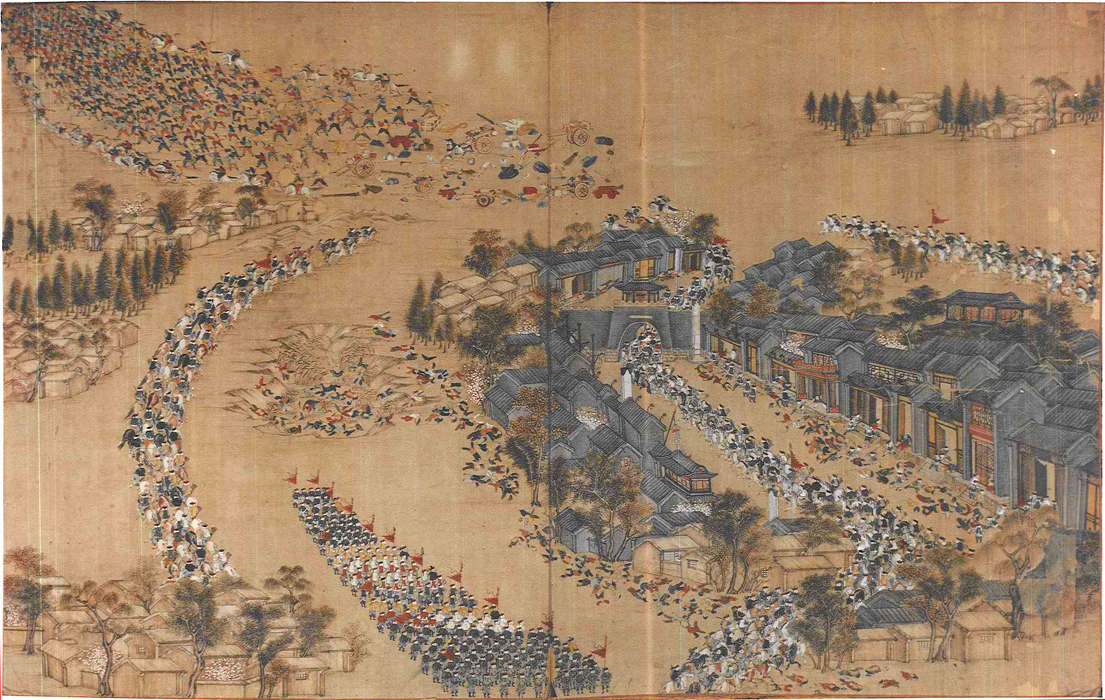
清軍剿滅太平天國

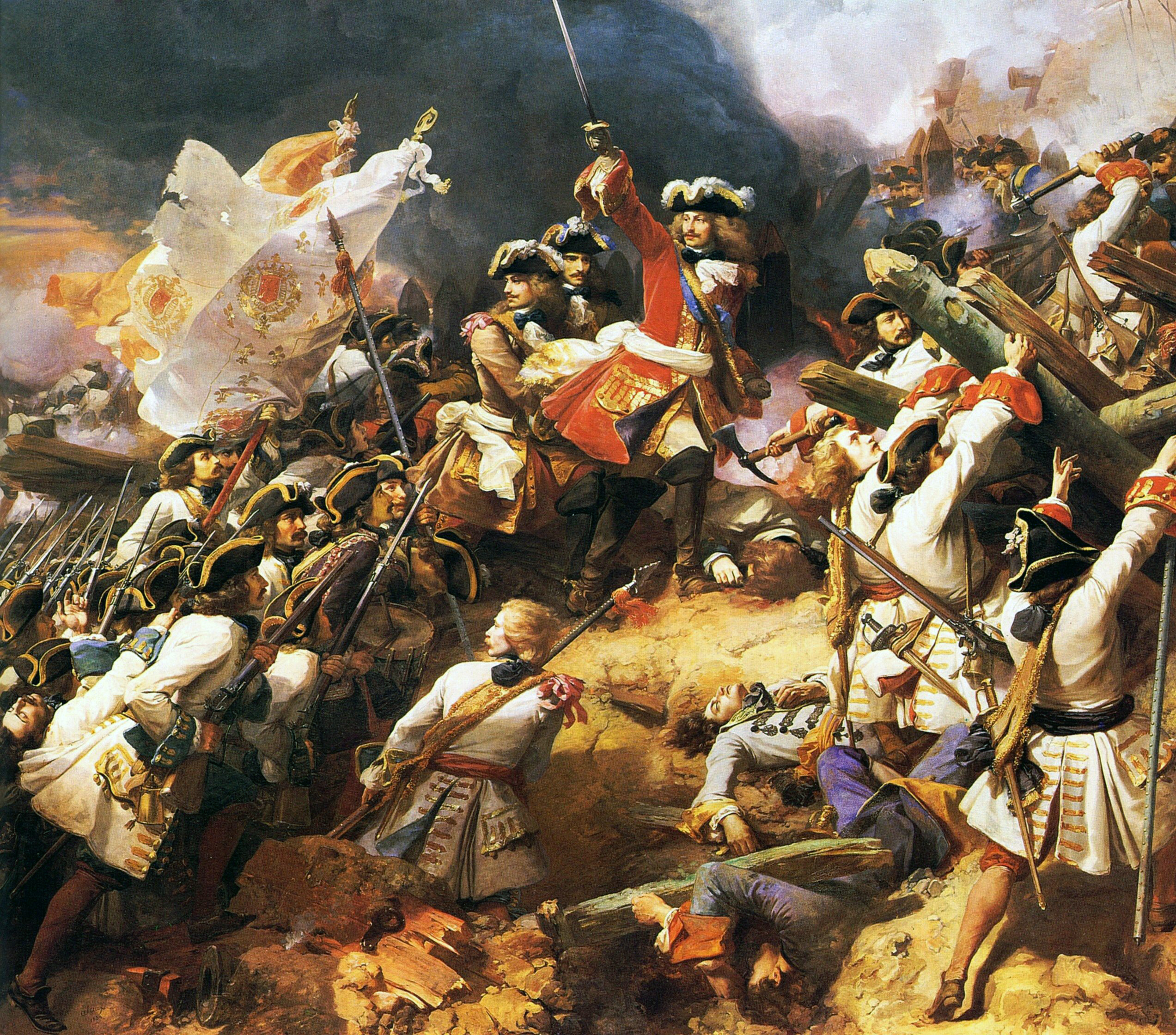
西班牙王位繼承戰爭

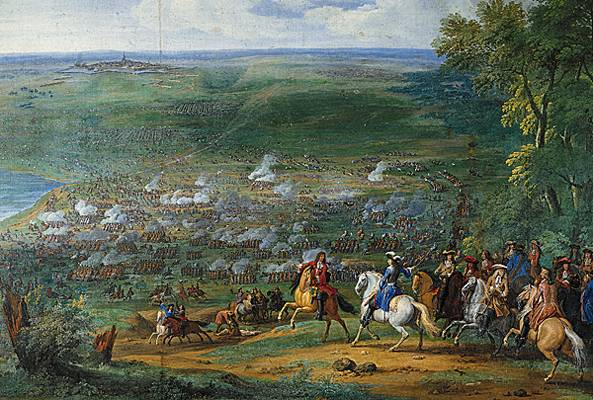
三十年戰爭

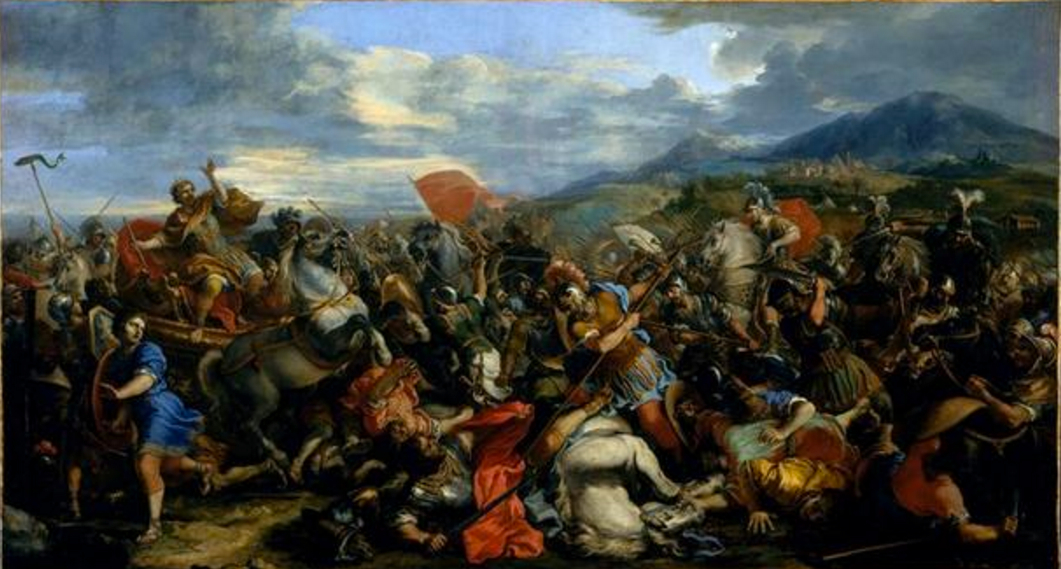
亞歷山大征服波斯

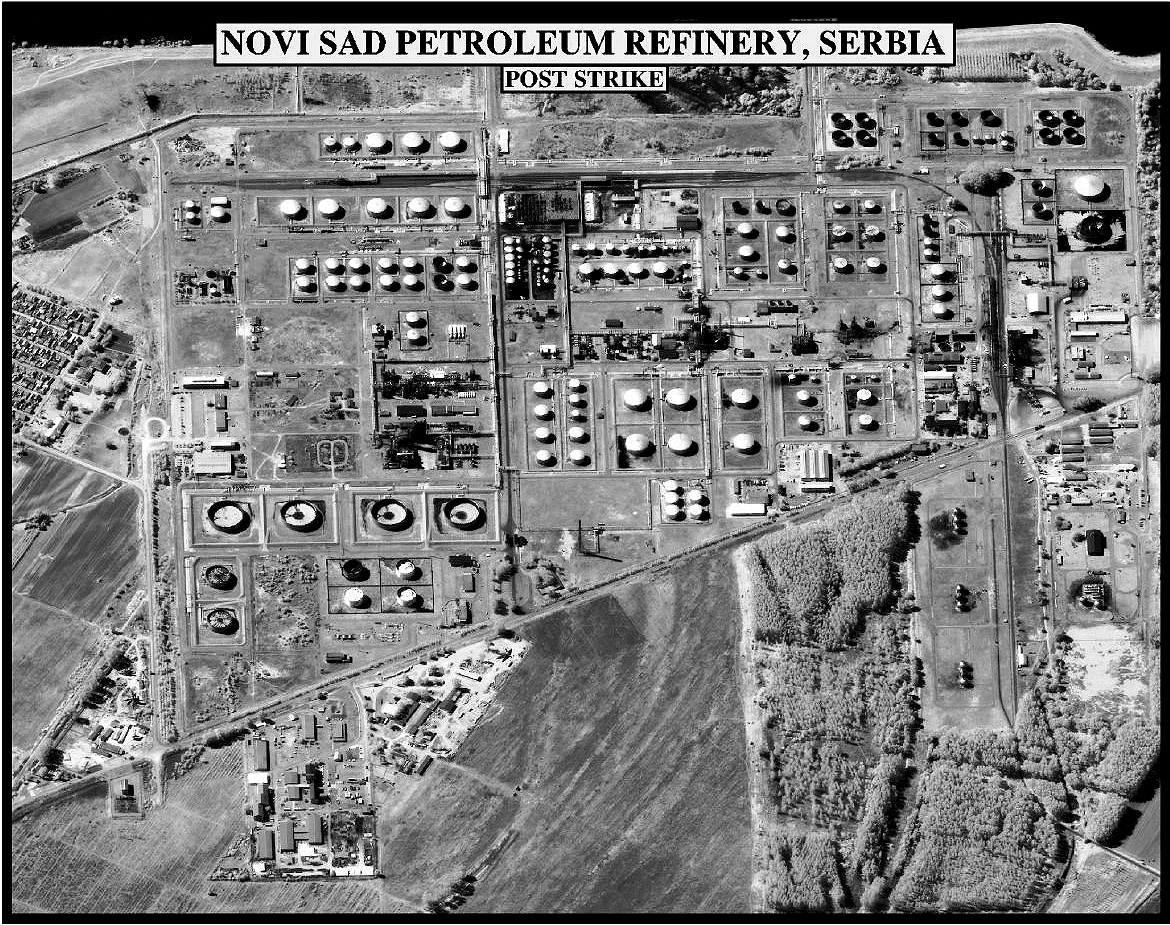
塞尔维亚的战备储油基地

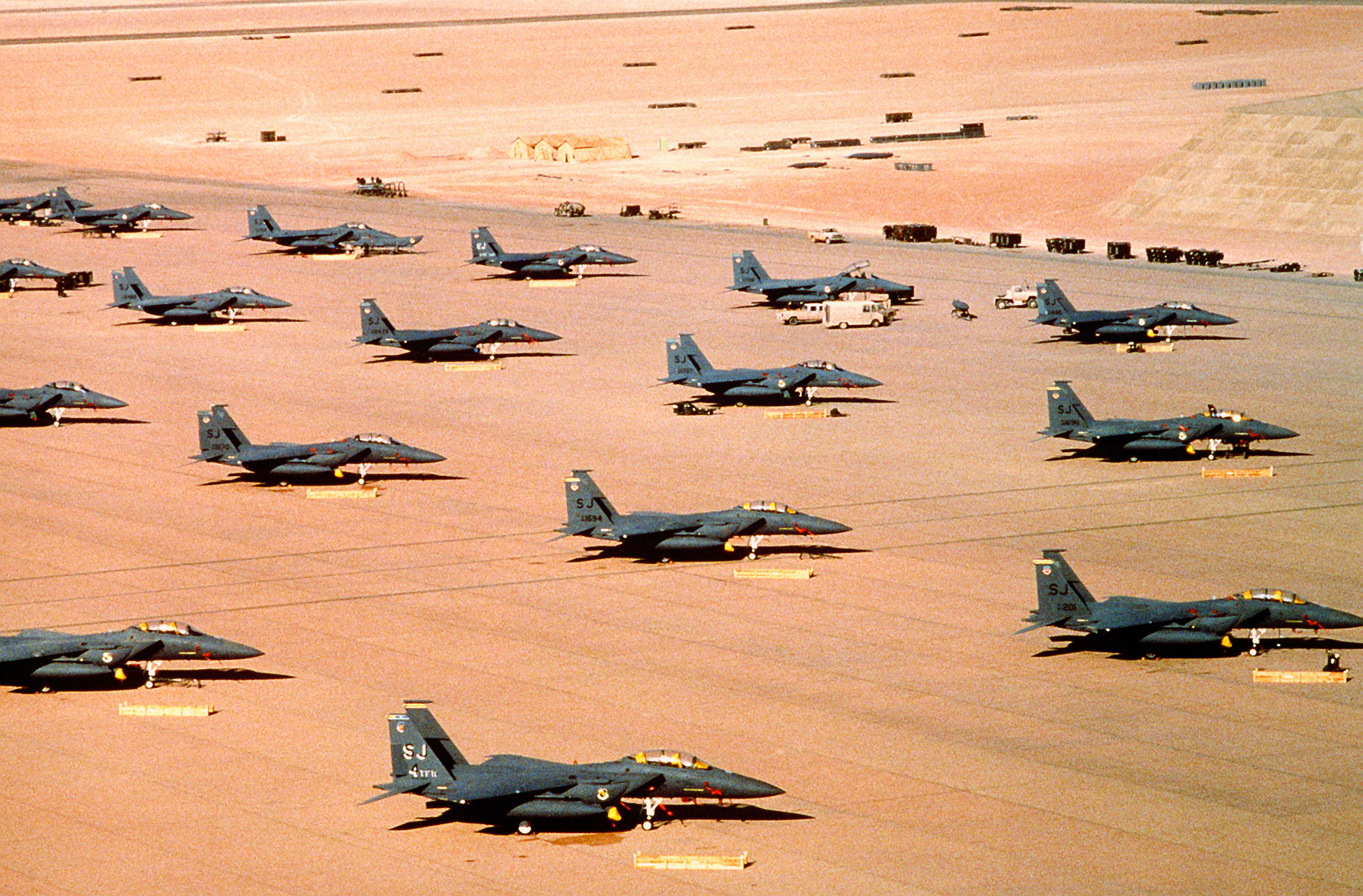
海灣戰爭

戰爭是在国家、政权、族群或準軍事組織（如僱傭兵、民兵）之間密集的武裝衝突。戰爭的特徵是極度的暴力、侵略、破壞以及死傷，參與方可能是正规军，也可能是非正規軍隊。在國與國的戰爭中，由于触发战争的往往是政治家而非军人，因此战争亦被视为政治和外交的极端手段。
在人类社会上，战争往往与政治紧密关联，是多個組織和組織之間的有組織性的武裝衝突。克劳塞维茨认为“战争是政治的延续”。以武力为手段，目的是迫使一方服从另一方的意志（通常是政治意图），通过多次大规模对决使敌人失去抵抗的力量，这样的行为就是战争。兵法是在战争中作戰的方式，沒有战争的情形稱為和平。
一些学者不认同战争一定和政治有关，有些战争出现时间比政治、国家还要早。所以约翰·基根认为克劳塞维茨的定义有局限性，只适用于文明社会，他给出的定义是：「战争一向是文化的表现，往往是文化形态的一个决定因素，在某些社会是文化本身」。
若從開戰開始計算死亡的人數，歷史上死亡人數最多的戰爭是第二次世界大戰，死亡人數約在6,000萬至8,500萬之間。
若以人口比例來看，巴拉圭戰爭是近代歷史殺傷力最強的戰爭，殺死了巴拉圭60%以上的人口。

## 歷史

20世紀時，8個部落社會以及歐洲、美國因戰爭死亡的人數百分比比較（Lawrence H. Keeley, archeologist）

目前最早史前戰爭的證據是在Jebel Sahaba的中石器時代墓地，時代約在14,000年前，其中的骨骸中有45%有因暴力死亡的痕跡。自從五千年前有國家概念之後，全球的軍事活動就更加頻繁。火藥的發明以及技術的加速進步，也造成了現代的戰爭。依照康維·W·亨德森所述：「有資料指出從公元前3500年到二十世紀末，已有14,500場戰爭，造成35億人死亡，其中只有三百年是完全的和平（Beer 1981: 20）」。有關此估算的審查中也有提到對此估算支持者的意見：「也許是因為他認為此一死亡人數過高，因此後來改為『造成12億人死亡。』」。原始的戰爭估計造成15.1%的死亡，死亡人數有4億人Primitive warfare。再加上上述提到，從西元前3500年到二十世紀末的死亡人數，因為戰爭死亡總人數約有16億人（包括因為戰爭造成的飢荒及疾病死亡的人數）。比較起來，在二十世紀有16.8億人因為傳染病而死亡。

## 戰爭類型
戰爭必須包括一定程度的對抗，而且需藉由軍隊使用武器及其他军事技术与装备，配合軍事戰術、軍事戰略以及後勤。軍事家在軍事史有關戰爭的研究目的在於找到戰爭理念，並設法簡化為軍事學。

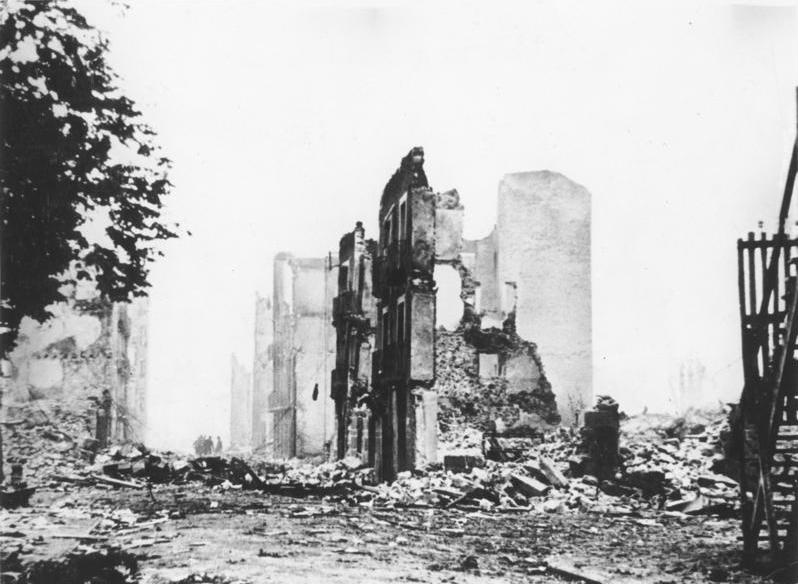
西班牙内战中，格尔尼卡的廢墟，西班牙内战是歐洲最血腥的內戰之一

現代的軍事學在建立一戰爭相關的軍事政策前，會先考慮以下的因素：戰爭中作戰的環境、國家武力在戰爭中的角色、以及部隊需使用的武器。
戰爭類型可以分為以下的幾種：
- 非對稱作戰是在二個規模有顯著差異的軍隊之間的戰爭。非對稱作戰有時會用游擊戰來克服兩軍隊規模及武器裝備上的差異。
- 化學戰是指蓄意以化學藥品作為武器的戰爭。在第一次世界大戰時開始使用毒氣作為化學武器，造成約130萬人的死亡，其中有超過10萬人是平民。在大戰後有上萬平民及軍人因為化學武器造成的肺部、皮膚及腦部損傷而死亡[10]，後來訂定許多協議禁止使用化學武器，非致命性的化學武器，例如催淚彈及胡椒噴霧廣為使用，但有時也會造成人員死亡。
- 內戰是指衝突的雙方是在同一國或同一政治實體內，衝突的目的可能是爭奪國家或是政治實體的控制權，或是其中一方要尋求獨立。
- 常規戰爭是為公開地使用傳統戰爭武器和戰場戰術去戰勝敵人，一般不會採用核子武器、生化武器或是化學武器，頂多只會為戰爭的目的及策略，進行局部的佈署。
- 全球戰爭是指戰爭已不只是在直接衝突的國家及地區之間，而是影響全世界[11]，像第二次世界大戰及越戰都是這類的例子。全球戰包括世界大戰以及跨國戰爭，後者是指局部幾國發生戰爭，但在其他國家也已產生敵對的情勢[12]。
- 核战争是利用核武器為主要的攻擊武器，而不是像在傳統戰爭中因為戰略或戰術上的需求而使用核武器。
- 非常規戰爭（英语：Unconventional warfare）和常規戰爭相反，是使用非一般作戰的方式達到軍事的勝利。

## 影響
战争的影響範圍很廣，可以分為短期和長期的影響。軍人和平民都會在戰爭時受苦，但戰爭對軍人的影響又和平民有所不同。在過去的十年內，多達二百萬名兒童在軍事衝突中死亡。這些衝突帶來的創傷以及民眾的苦楚也是戰爭帶來的影響，後者造成許多情緒以及精神上的壓力。現今的內戰造成的平民傷亡會比國與國的戰爭來的更多。原因是因為越來越多的內戰戰鬥者把攻擊平民視為是策略性的目的。「國內戰爭引發的三個問題是聯合國成員（特別是主要的成員）是否有意願處理、聯合國回應的結構穩定性、是否應該將傳統維和的方式用在內戰處理上。」。戰爭的影響也包括城市的破壞，對國家經濟有長期的影響。軍事衝突對基礎建設、公共衛生設施以及社會秩序有重大的負面影響。這些戰爭的間接影響常會被人忽略。

## 限制戰爭及停止戰爭

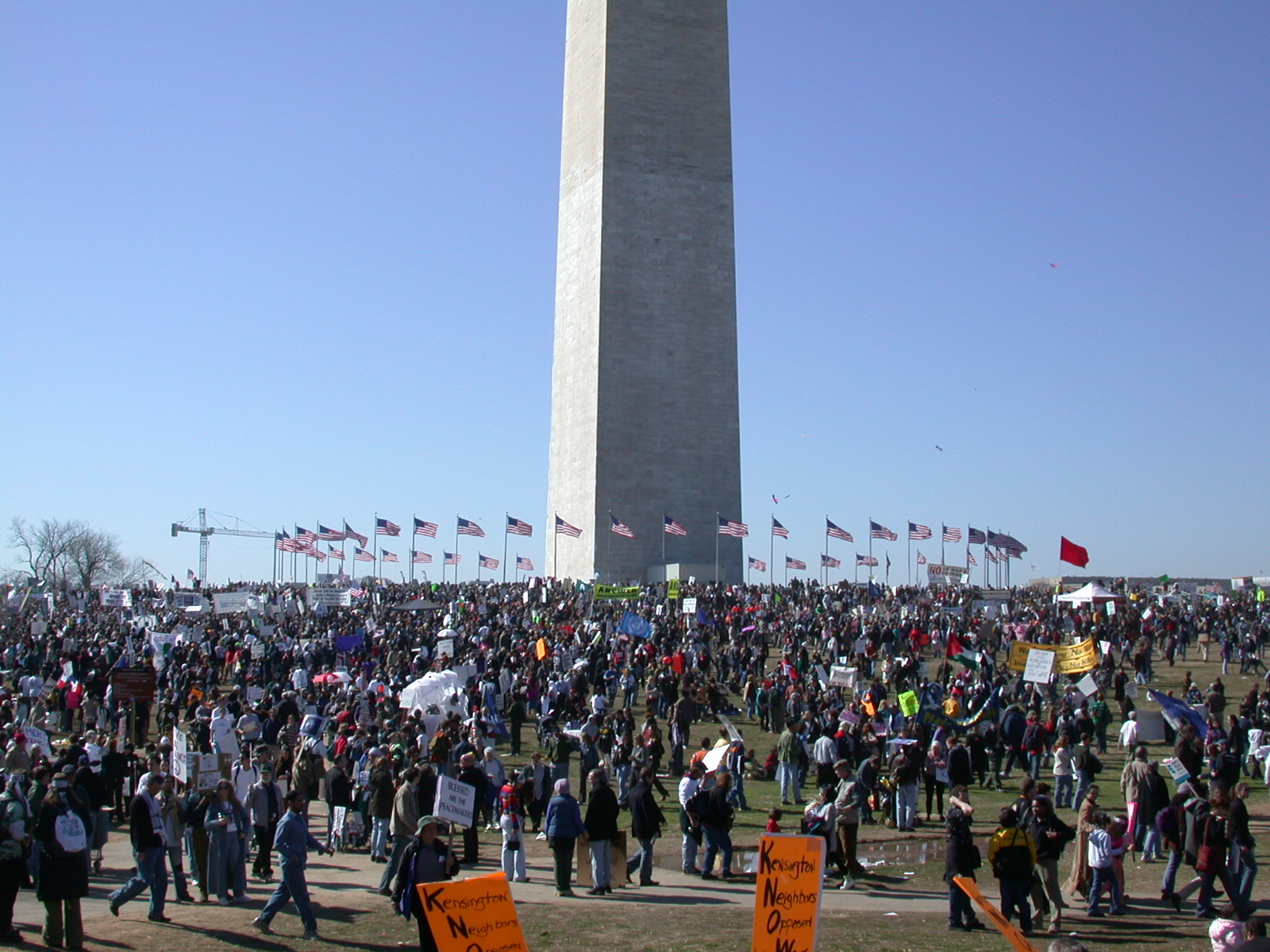
2003年3月15日在華盛頓的反戰遊行

在二十世紀的每一個大型戰爭，都有對應的反戰運動，包括第一次世界大战、第二次世界大战和越南战争。二十一世紀的國際反戰運動主要是針對美國的阿富汗戰爭及伊拉克战争。在歐洲、亞洲和美國都有人反對阿富汗戰爭。
自2006年12月開始的墨西哥毒品戰爭，估計造成四萬人死亡，也受到根本性的反對。2011年起，中產階段已開始以和平和公正為訴求的運動，反對毒品戰爭。開始墨西哥毒品戰爭的總統卡爾德隆總統也認同這個運動。

## 腳註
1. ↑  武裝衝突（armed conflict）一詞有時會用來作為戰爭的同義詞。但前者的範圍較廣。红十字国际委员会依其定義分為國際型武裝衝突及非國際型武裝衝突。「只要二個或二國以上國家訴諸武力解決其衝突，即為國際型武裝衝突……。非國際型武裝衝突是指政府的軍隊和一個或多個國內軍隊的長期衝突，或是一國的二個或多個軍隊在國內發生的衝突。武裝對抗需超過最低限度，交戰方也需要一定的組織。」[1]

## 外部連結
- 論國人對國防與戰爭應有的認知 （页面存档备份，存于）
- Correlates of War Project （页面存档备份，存于）
- Customary IHL Database （页面存档备份，存于）
- Customary international humanitarian law （页面存档备份，存于） International Committee of the Red Cross
- Complex Emergency Database (CE-DAT) （页面存档备份，存于） – Database on the human impact of conflicts and other complex emergencies.
- International humanitarian law （页面存档备份，存于） – International Committee of the Red Cross website
- International humanitarian law database （页面存档备份，存于） – Treaties and States Parties
- The human face and cost of war—see post Tet Offensive （页面存档备份，存于）
- Stanford Encyclopedia of Philosophy entry （页面存档备份，存于）
- World War I primary source collection